# 别列斯拉夫卡农村居民点
别列斯拉夫卡农村居民点（俄语：Береславское сельское поселение）是俄罗斯联邦伏尔加格勒州卡拉奇区所属的一个农村居民点。其下辖有2个居民点，行政中心为别列斯拉夫卡。据2016年统计，该农村居民点的人口为4804人。